# Alojzy Oborny
Alojzy Oborny (ur. 22 października 1933 w Bielsku, zm. 18 sierpnia 2022) – historyk sztuki i muzealnik. W 1961–1987 i 1990–2002 dyrektor Muzeum Narodowego w Kielcach.

## Życiorys
W 1955 ukończył studia na Uniwersytecie Jagiellońskim w Krakowie, gdzie uzyskał tytuł magistra historii sztuki. W 1955–1957 pracował jako asystent w Muzeum Wnętrz Pałacowych w Pszczynie. Następnie został kierownikiem Muzeum Regionalnego w Raciborzu (1958–1961), po czym objął funkcję dyrektora Muzeum Świętokrzyskiego w Kielcach (1961–1987). W 1987 został zastępcą dyrektora ds. naukowych w Muzeum Narodowym w Krakowie, po czym w 1990 powrócił do Kielc na poprzednie stanowisko. W 2002 przeszedł na emeryturę, pozostając aktywnym doradcą branżowym muzealnictwa oraz badaczem i popularyzatorem historii sztuki.
Był wieloletnim członkiem Rady ds. Muzeów przy Ministrze Kultury i Dziedzictwa Narodowego, wielu rad muzealnych, m.in.: Muzeum Narodowego w Krakowie, Muzeum Narodowego Ziemi Przemyskiej (przewodniczący), Muzeum Ludowych Instrumentów Muzycznych w Szydłowcu (przewodniczący w 2007–2014) oraz członkiem rad muzealnych przy Muzeum Narodowym w Kielcach i Muzeum Historycznym Miasta Kielc.
Był współzałożycielem Oddziału w Kielcach Stowarzyszenia Historyków Sztuki, któremu przewodniczył przez wiele lat, a także jego członkiem honorowym. Był członkiem Polskiego Komitetu Narodowego ICOM, współzałożycielem Rotary Club w Kielcach.
Od 1963 był redaktorem naczelnym „Rocznika Muzeum Świętokrzyskiego”, ukazującego się od 1976 pod zmienionym tytułem „Rocznik Muzeum Narodowego w Kielcach”.
W 2001 przyznano mu Nagrodę Miasta Kielc, w 2002 tytuł „Przyjaciel Polskiego Radia”, następnie nagrodę specjalną w plebiscycie Świętokrzyskie Wydarzenie Kulturalne „Pegaz” (2003) za wkład w rozwój Muzeum Narodowego w Kielcach. Odznaczony Krzyżem Kawalerskim i Oficerskim Orderu Odrodzenia Polski oraz Srebrnym Medalem „Zasłużony Kulturze Gloria Artis” (2005).
Pochowany na Cmentarzu komunalnym w Cedzynie.

## Działalność
Będąc kierownikiem Muzeum w Raciborzu zaznaczył się jako aktywny organizator kultury, kontynuując działania rewindykacji zaginionych i zagrabionych dzieł sztuki. Jest autorem scenariusza wystawy Galerii Malarstwa Śląskiego, której był głównym kolektorem. Dzięki umiejętnościom organizatorskim, jako dyrektor Muzeum Świętokrzyskiego w Kielcach, doprowadził do renowacji Pałacu Biskupów Krakowskich, gdzie w 1971 ulokował siedzibę instytucji, wyposażoną odtąd w muzeum wnętrz pałacowych. Doprowadził również do uzyskania przez prowadzoną jednostkę statusu muzeum narodowego (od 1975). W 1965 współtworzył Muzeum Stefana Żeromskiego w Kielcach, jako oddział MŚ. Był również inicjatorem pogłębionych prac inwentaryzacyjno-historycznych nad architekturą pałacu i ogrodu w Oblęgorku, w których wyniku zrekonstruowano historyczny wygląd parku dworskiego.
Jako kolektor odznaczył się dzięki organizacji Galerii Malarstwa Polskiego w MKi. Do najcenniejszych eksponatów kolekcji należą m.in. Józefa Pankiewicza Portret dziewczynki w czerwonej sukni, Stanisława Wyspiańskiego Skarby sezamu i Portret Elizy Pareńskiej, Olgi Boznańskiej Martwa natura z budzikiem, Maurycego Gottlieba Taniec Salome i Autoportret, Józefa Szermentowskiego Kępa Puławska i Droga do wsi, Władysława Maleckiego Wnętrze lasu, Wozy w zaprzęgu, Pejzaż, Aleksandra Gierymskiego Katedra w Amalfi, Witolda Wojtkiewicza Portret Maryny Raczyńskiej, Józefa Brandta Wyjazd królowej Marysieńki z Wilanowa, Józefa Grassiego Portret Tadeusza Kościuszki w zbroi, Felicjana Szczęsnego Kowarskiego Paganini, Konrada Krzyżanowskiego Portret pani B., Romana Kramsztyka Vanitas vanitatum oraz Tadeusza Kantora Kobieta pod parasolem.
Zorganizował pierwszą wystawę monograficzną Władysława Maleckiego oraz pierwszą w Polsce Ru van Rossema (1924–2007).
Jako popularyzator sztuki i jej historii był współautorem scenariuszy do filmów edukacyjnych, prezentujących dorobek polskiego malarstwa historycznego Ten kolor jedno ma imię (1973) oraz Józef Szermentowski: poeta polskiego pejzażu. Zorganizował również dziesięć edycji Ogólnopolskiego Muzealnego Przeglądu Filmów.

## Publikacje
- 1958: Ziemia raciborska: informator. Warszawa: SiT (wraz z Antonim Polańskim).
- 1963: Muzea okręgu kieleckiego: stan obecny – plany i zamierzenia na przyszłość. „Rocznik Muzeum Świętokrzyskiego” T. 1: s. 9–20.
- 1965: Kronika muzealna 1964. „Rocznik Muzeum Świętokrzyskiego” T. 3: s. 453–477.
- 1967: Kronika muzealna 1965. „Rocznik Muzeum Świętokrzyskiego” T. 4: s. 425–463.
- 1968a: Problemy Zespołu Muzealnego w Wiślicy. „Rocznik Muzeum Świętokrzyskiego” T. 5: s. 31–53.
- 1968b: Uwagi na marginesie różnorodnych form pracy oświatowej stosowanych w ramach realizacji hasła „Muzea – Uniwersytetami Kultury”. „Rocznik Muzeum Świętokrzyskiego” T. 5: s. 133–141.
- 1968c: Nowe nabytki działu sztuki Muzeum Świętokrzyskiego. „Rocznik Muzeum Świętokrzyskiego” T. 5: s. 241–253.
- 1968c: Kronika muzealna 1967. „Rocznik Muzeum Świętokrzyskiego” T. 5: s. 357–394.
- 1968d: A może... „muzeobusy”? „Kamena” R. 35: nr 22 (403): s. 4–5.
- 1971a: Zbiory malarstwa polskiego Muzeum Świętokrzyskiego. Warszawa: „Arkady”.
- 1971b: Nowe obrazy w zbiorach Muzeum Świętokrzyskiego. „Rocznik Muzeum Świętokrzyskiego” T. 7: s. 273–291.
- 1971c: Kronika muzealna 1969. „Rocznik Muzeum Świętokrzyskiego” T. 7: s. 391–434.
- 1971d: Kronika muzealna 1970. „Rocznik Muzeum Świętokrzyskiego” T. 7: s. 435–467.
- 1972: Pałac w Pszczynie: Dzieje budowlane i artystyczne. Pszczyna.
- 1973: Kronika muzealna 1971. „Rocznik Muzeum Świętokrzyskiego” T. 8: s. 417–472.
- 1975: Muzealnictwo kieleckie w latach 1974–1985. „Rocznik Muzeum Świętokrzyskiego” T. 9: s. 41–54.
- 1977a: Pałac w Kielcach. Kraków: KAW.
- 1977b: Muzealnictwo w polskim filmie oświatowym. „Rocznik Muzeum Narodowego w Kielcach” T. 10: s. 437–452.
- 1977c: Kronika muzealna 1974. „Rocznik Muzeum Narodowego w Kielcach” T. 10: s. 463–511.
- 1977d: Zespół pałacowo–ogrodowy w Pszczynie. Pszczyna (wraz z Ignacym Płazakiem).
- 1980a: Kronika muzealna 1976. „Rocznik Muzeum Narodowego w Kielcach” T. 11: s. 257–308.
- 1980b: Kronika muzealna 1977. „Rocznik Muzeum Narodowego w Kielcach” T. 11: s. 309–363.
- 1982: Kronika muzealna 1978. „Rocznik Muzeum Narodowego w Kielcach” T. 12: s. 371–424.
- 1984: Kronika muzealna 1979–1982. „Rocznik Muzeum Narodowego w Kielcach” T. 13: s. 379–476 (wraz z Elżbietą Postołą i Januszem Kuczyńskim).
- 1987a: Dział Malarstwa i Rzeźby. „Rocznik Muzeum Narodowego w Kielcach” T. 14/15: 1986/1987: s. 399–420.
- 1987b: Kronika muzealna 1984. „Rocznik Muzeum Narodowego w Kielcach” T. 14/15: 1986/1987: s. 447–475.
- 1988a: Dział Malarstwa i Rzeźby. „Rocznik Muzeum Narodowego w Kielcach” T. 16: s. 313–334.
- 1988b: Kronika muzealna 1985. „Rocznik Muzeum Narodowego w Kielcach” T. 16: s. 377–400.
- 1988c: Kronika muzealna 1986. „Rocznik Muzeum Narodowego w Kielcach” T. 16: s. 401–426.
- 1992: Nabytki artystyczne w latach 1985–1986. „Rocznik Muzeum Narodowego w Kielcach” T. 16: s. 315–316.
- 2003: Kielce – historia, kultura, sztuka. Kielce: „Jedność”.
- 2009: Władysław Malecki – mistrz pejzażu. [W:] Z dziejów powiatu szydłowieckiego. Red. Przeniosło, Marek. [Kielce] – Szydłowiec: „Panzet”: s. 129–147.